# Sobre la cooperación
Sobre la cooperación (en ruso: О кооперации) fue una de las últimas obras de Vladímir Ilich Lenin, escrito el 6 de enero de 1923 en formato de artículo. El texto fue publicado por primera vez en el periódico soviético Pravda, en los números 115 y 116, los días 26 y 27 de mayo de 1923.

## Contenido
En este artículo, Lenin enfatiza la gran importancia de la cooperación en una economía multiestructura en un país con predominio de la población campesina. Lenin descubrió que la cooperación permite alcanzar un alto grado de beneficio económico privado, haciendo posible su verificación y el control por parte del estado y la posterior subordinación de dicho beneficio al interés común, anteriormente lograr esto había sido un obstáculo para muchos socialistas.
Lenin enfatizó que en una economía mixta bajo la dictadura del proletariado, las empresas autogestionadas y las cooperativas, serían un paso importante para hacer que los negocios capitalistas del sector privado evolucionen y se conviertan en empresas socialistas. 
Para fomentar y desarrollar la cooperación, el camarada Lenin ofreció a las empresas autogestionadas y a las cooperativas varios beneficios, así mismo decidió elevar el nivel cultural del campesinado de todas las formas posibles. El concepto leninista de una economía de mercado mixta se debe basar en un sistema bien establecido de cooperadores libremente asociados, junto con la propiedad colectiva de los medios de producción. La cooperación hace realidad la victoria del proletariado sobre la burguesía, el triunfo de la clase obrera es el objetivo primordial del socialismo.
Las ideas de Vladimir Ilich Lenin sobre la cooperación del campesinado formaron la base de la resolución del XIII Congreso del Partido Comunista Ruso (Bolchevique) sobre la cooperación.
Alexander Yakovlev señaló que en este artículo Lenin mantenía un punto de vista diferente de las opiniones de Karl Marx y Friedrich Engels sobre la forma de combinar el interés personal con el público, ya que estos se opusieron a las ideas de los antiguos cooperadores. (Charles Fourier, Victor Considerant y Henri de Saint-Simon).
El historiador Roy Medvedev señala que los principios leninistas de voluntariado y gradualismo en la cooperación del campesinado fueron gravemente violados por Iósif Stalin durante la colectivización en la URSS, lo que causó un enorme daño económico y moral.